# Howard L. Myers
Howard L. Myers (geboren am 9. März 1930 in Tyrone, Pennsylvania; gestorben 1971, möglicherweise in Florida) war ein amerikanischer Science-Fiction-Autor.
Nach einer ersten Kurzgeschichte The Reluctant Weapon, die 1952 in dem SF-Magazin Galaxy erschien, folgten erst 15 Jahre später weitere Veröffentlichungen, meist in Analog und unter dem Pseudonym Verge Foray, durch die Myers eine gewisse Bekanntheit erlangte. Zu seinen Kurzgeschichtenserien gehört die Econo-War-Serie von 8 Erzählungen, die – teils unter Pseudonym – verstreut in Analog, Galaxy und Amazing erschienen. Darin geht es um eine ferne Zukunft, in der zwar alle materiellen Bedürfnisse befriedigt sind, die Menschheit aber herausfindet, dass es zum Fortbestand der Zivilisation der Konkurrenz bedarf und die daher einen endlosen Krieg veranstaltet, bei dem unbedingt vermieden werden muss, dass eine Seite gewinnt.
Nach seinem frühen Tod 1971 erschienen postum eine Reihe von Kurzgeschichten sowie Cloud Chamber (1977), der einzige Roman Myers, in dem es um Invasoren aus einem Antimaterie-Universum, Sex und die Wiedergeburt allen intelligenten Lebens geht. Sein gesamtes Werk erschien gesammelt in The Creatures of Man (2003, enthält alle Econo-War-Erzählungen) und A Sense of Infinity (2009, enthält Cloud Chamber) bei Baen Books. In deutscher Übersetzung erschienen nur zwei Kurzgeschichten in Anthologien des Heyne-Verlags.

## Bibliografie
Olivine, Renegade (Kurzgeschichtenserie)
- 1 His Master’s Vice (1968, als Verge Foray)
- 2 The Pyrophilic Saurian (1970)
- 3 Polywater Doodle (1971)

Econo-War (Kurzgeschichtenserie)
- 1 The Earth of Nenkunal (1974)
- 2 Forever Enemy (1970)
- 3 Heavy Thinker (1970)
- 4 War in Our Time (1972)
- 5 Misinformation (1972)
- 6 Little Game (1974, als Verge Foray)
- 7 The Frontliners (1974, auch als Verge Foray)
- 8 Questor (1970)

Roman
- Cloud Chamber (1977)

Sammlungen
- The Creatures of Man (2003)
- A Sense of Infinity (2009)

Kurzgeschichten
- The Reluctant Weapon (1952)
- Lost Calling (1967, als Verge Foray)
- Practice! (1968, als Verge Foray)
- The Creatures of Man (1968, als Verge Foray)
- Duplex (1968, auch als Partner, 2003)
- The Infinity Sense (1968, als Verge Foray)
- The Mind-Changer (1969, als Verge Foray)
- Ten Percent of Glory (1969, als Verge Foray)
- Psychivore (1970)
- The Other Way Around (1971)
- Soul Affrighted (1971, als Howard L. Meyers)
- Bowerbird (1971, als Verge Foray)
- Fit for a Dog (1971)
  - Deutsch: Im Land der Hunde. In: Wulf H. Bergner (Hrsg.): Sieg in der Kälte. Heyne SF&F #3320, 1972.
- All Around the Universe (1972)
  - Deutsch: Heureka!. In: Wulf H. Bergner (Hrsg.): Welt der Zukunft. Heyne SF&F #3305, 1972.
- Out, Wit! (1972)
- Man Off a White Horse (1972)
- Health Hazard (1973)